# Theo Lingen
Pour les articles homonymes, voir Lingen (homonymie).

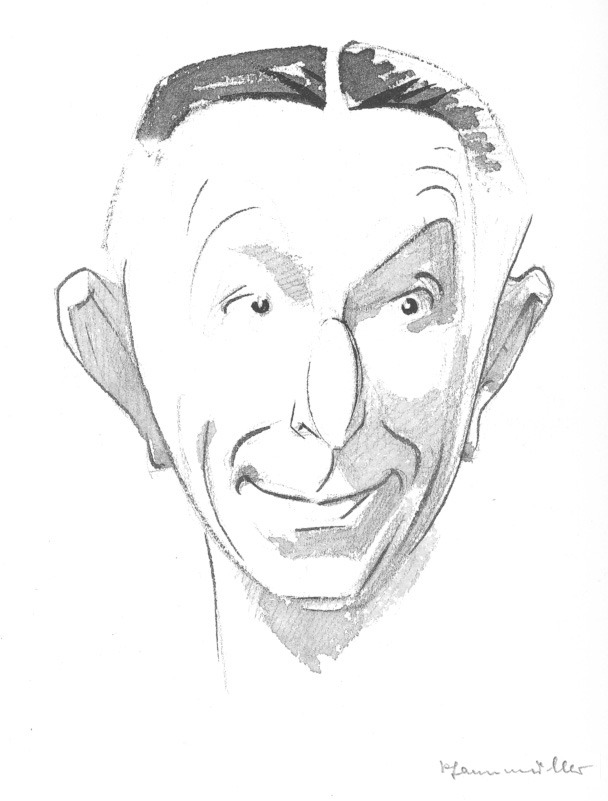
Theo Lingen caricaturé par.

Theo Lingen (né Franz Theodor Schmitz le 10 juin 1903 à Hanovre et mort le 10 novembre 1978 à Vienne) est un acteur, scénariste et réalisateur allemand. Il apparait dans plus de 230 films entre 1929 et 1978 et dirige 21 films entre 1936 et 1960.

## Biographie
Theo Lingen fut élève au Goethegymnasium (Hannover) (de) où, dans la troupe de théâtre, il côtoya Gretha von Jeinsen, qui allait devenir la première épouse d'Ernst Jünger. Il quittera l'école avant d'avoir obtenu l'Abitur, mais son talent avait été repéré alors qu'il répétait avec la troupe de son école au Schauburg (Hannover) (de).
Commençant sa carrière de comédien, le jeune acteur adopta comme nom de scène son deuxième prénom associé au lieu de naissance de père (Lingen, en Basse-Saxe). Il joua dans les théâtres de Hanovre, d'Halberstadt, de Münster, de Bad Oeynhausen, de Recklinghausen et de Francfort-sur-le-Main. Dans des pièces comme L'Importance d'être Constant, il gagna vite une bonne réputation et se fit remarquer par sa voix nasale. Cette caractéristique le suivit quand il commença sa carrière à l'écran en 1929, souvent avec le marmonnant acteur viennois Hans Moser, car ils formaient un duo comique. Toujours en 1929, il fut invité par Bertolt Brecht au Theater am Schiffbauerdamm où il interpréta Macheat dans L'Opéra de quat'sous. Il figura aussi au générique des films M le maudit et Le Testament du docteur Mabuse, réalisés par Fritz Lang.
En février 1928 naquit sa fille, Ursula Lingen qu'il eut avec Marianne Zoff, alors épouse de Bertolt Brecht. Ils divorcèrent en septembre 1928, et Theo Lingen et Marianne Zoff se marièrent plus tard la même année.
Avec le Machtergreifung des Nazis du 30 janvier 1933, l'avenir s'assombrit pour Theo Lingen, car il était d'ascendance juive, ce qui lui valut une interdiction d'exercer son métier (une Berufsverbot (en)). S'il songea d'abord à s'exiler, sa grande popularité fit que Joseph Goebbels lui accorda un permis spécial pour qu'il continuât à jouer et que sa femme fût protégée. En 1936, Gustaf Gründgens le plaça au Konzerthaus de Berlin. Il dirigea quelques films, comme Hauptsache glücklich (1941) avec Heinz Rühmann.
En 1944, Theo Lingen partit pour Vienne et, à la vue de l'approche de l'Armée rouge, il se retira dans son cottage de Strobl, près du Wolfgangsee, où il fut de facto le maire, réussissant à destituer les autorités nazies et à se rendre à l'US Army à Sankt Gilgen. Ses mesures conduisirent à la libération de Léopold III de Belgique par le 106th Cavalry Regiment (United States) (en).
Theo Lingen fut naturalisé autrichien après la guerre, jouant au Burgtheater de Vienne et apparaissant fréquemment sur les scènes allemandes, particulièrement dans les satires de Carl Sternheim mises en scène par Rudolf Noelte (de). Il poursuivit sa carrière cinématographique, alternant le bon et le moins bon, et il apparut aussi à la télévision dans la fin des années 1970.
Theo Lingen mourut du cancer en 1978 et est enterré au Cimetière central de Vienne.

## Filmographie partielle
- 1930 : Le Concert de flûte de Sans-Souci (Das Flötenkonzert von Sanssouci), de Gustav Ucicky
- 1931 : Nie wieder Liebe d'Anatole Litvak
- 1931 : Ronny de Reinhold Schünzel
- 1931 : M le maudit (M – Eine Stadt sucht einen Mörder), de Fritz Lang
- 1933 : Le Testament du docteur Mabuse (Das Testament des Dr. Mabuse), de Fritz Lang
- 1933 : ...und wer küßt mich? de E. W. Emo
- 1936 : Die Entführung de Géza von Bolváry
- 1937 : Première (Premiere), de Géza von Bolváry
- 1938 : Les étoiles brillent, de Hans H. Zerlett
- 1939 : Marionette de Carmine Gallone
- 1952 : La Voleuse de Bagdad de Karel Lamač
- 1952 : Heidi, de Luigi Comencini
- 1955 : Comment devenir vedette de cinéma (de) (Wie werde ich Filmstar?)
- 1959 : Sans tambour ni trompette, de Helmut Käutner
- 1959 : Le Lion de Babylone (Der Löwe von Babylon) de Johannes Kai
- La série Die Lümmel von der ersten Bank
  - 1968 : Zur Hölle mit den Paukern (de), de Werner Jacobs
  - 1968 : Ces diables de collégiens (de) (Zum Teufel mit der Penne), de Werner Jacobs
  - 1969 : Pepe, la terreur des profs (de) (Pepe, der Paukerschreck), de Harald Reinl
  - 1969 : Hourra, l'école est en feu ! (Hurra, die Schule brennt!), de Werner Jacobs
  - 1970 : Les Cancres sont lâchés (de) (Wir hau'n die Pauker in die Pfanne), de Harald Reinl
  - 1971 : Heintje donne l'alerte (de) (Morgen fällt die Schule aus), de Werner Jacobs
  - 1972 : Une conduite peu satisfaisante (de) (Betragen ungenügend!), de Franz Josef Gottlieb
- 1978 : Lady Dracula, de Franz Josef Gottlieb